# David Reilly
David Reilly (5 de Maio de 1971 – 16 de Outubro de 2005) foi um cantor, compositor e produtor musical americano, participou da banda "God Lives Underwater" pioneira do estilo "rock eletrónico".

## Carreira
Começou desde cedo a criar música. Ele gostava de tocar em um piano (e em qualquer coisa que ele encontrasse em sua frente) na idade ainda em que a maioria das pessoas ainda nem sequer tem noções de fala. Aos seis anos já se encontrava incerto sobre como se fazia música, sabia apenas que sempre conseguira fazê-la. Alguns anos mais tarde se interessou por outros instrumentos como bateria, guitarra, baixo, e conseguiu economizar todo seu dinheiro para comprar um gravador velho de quatro pistas. Nesse momento, cantar e compor já eram o seu foco. Não é necessário dizer que quando alguém toca cinco instrumentos, compõe, e aprende a arte de gravar suas próprias músicas com a idade de dez anos, a escola acabou ficando em segundo plano.

## Fama curta e atribulada
David tinha o desejo de se tornar um produtor musical quando a maioria das crianças apenas escolhe entre policial, bombeiro, professor e veterinário. E sua determinação para fazer com que esse desejo se realizasse era louvável. O curso secundário é a época em que vender as fitas com as músicas que ele gravava e produzia em casa se tornou um trabalho de tempo integral. Essas fitas já mostravam um som que combinava muito dos anos 80 com o feeling do rock dos anos 70. Depois de incontáveis nomes, logotipos, bandas imaginárias e estilos, David conheceu na escola um rapaz chamado Jeff Turzo, dando luz ao que viria a ser o God Lives Underwater. Com a idade de 21 anos, contratos com gravadoras já não eram mais um sonho para ele. Um executivo musical chamado Rick Rubin viu no God Lives Underwater uma banda na qual ele poderia investir com pouco risco e que iria ter resultados imediatos. De fato, em muito pouco tempo, o God Lives Underwater se tornou uma banda famosa no cenário industrial-eletrônico, mas suas músicas não negam o fato de que eram mais reconhecidos como uma banda de rock.

## Hoje em dia
Depois de brigas de ego e pressões da gravadora, o God Lives Underwater foi desmembrado, ou melhor, simplesmente acabou com Jeff e David desejando fazer carreira solo. De fato, David lançou um CD intitulado How Humans Are, pela gravadora RuffNation. Esse álbum, puxado por músicas com um apelo mais acústico e rockeiro é o que David sentia que era a melhor maneira de mostrar seu som.
No dia 16 de outubro de 2005, David faleceu no hospital, devido a causas desconhecidas. Seu enterro ocorreu no dia 20 de outubro, contando com a presença de dezenas de fãs, admiradores, amigos e familiares.
- http://www.enjoyglu.com./Gallery/imagepages/image3.html Em falta ou vazio |título= (ajuda)
- http://www.enjoyglu.com./Gallery/imagepages/image33.html Em falta ou vazio |título= (ajuda)
- http://www.enjoyglu.com/ Em falta ou vazio |título= (ajuda)

## Discografia
1995 - God Lives Underwater (EP)
1995 - Empty
1998 - Life In The So-Called Space Age+
2004 - Up Off The Floor
2005 - How Humans Are